# Anne Finch (comtesse de Winchelsea)
Pour les articles homonymes, voir Anne Finch et Finch.
Anne Finch, née Kingsmill, aussi connue sous le nom de comtesse de Winchelsea (ou Winchilsea), née en avril 1661 à Sydmonton et morte le 5 août 1720 à Londres, est une poétesse et courtisane de la Restauration anglaise.
Son style vibrant traduit une grande recherche esthétique. Son œuvre traite aussi de l'idéologie politique, du contexte social, de la religion. Elle souligne sa position difficile en tant que femme dans le monde littéraire comme à la cour, et tient un discours novateur sur l'égalité des sexes sur le plan intellectuel et spirituel. Elle est considérée comme l'une des grandes poétesses de son époque, aux côtés de Aphra Behn ou Katherine Phillips.

## Biographie
Anne Finch est issue d'une famille ancienne de la noblesse anglaise. Elle est la fille de Sir William Kingsmill et Anne Haslewood. Elle est la sœur de William et Bridget Kingsmill. Son père décède quelques mois après sa naissance et demande dans son testament que ses filles reçoivent un soutien financier équivalent à celui de leur frère pour leur éducation, une démarche encore peu répandue à cette époque. Ainsi, elle apprend la mythologie grecque et romaine, la religion, les langues française et italienne, l'histoire, la poésie et le théâtre.
En 1682, Anne Finch devient l'une des six demoiselles d'honneur de Marie de Modène, épouse du Duc d'York qui deviendra en 1685 le roi Jacques II. C'est au palais Saint James qu'elle rencontre Heneage Finch, qu'elle épouse en 1684. Elle écrit à cette période ses premiers vers, sans doute sous les encouragements de ses amies lettrées Sarah Churchill et Anne Killigrew, mais c'est bien plus tard qu'elle rend sa poésie publique. En 1688, la Glorieuse Révolution met un terme au court règne du roi Jacques II. Fidèles à la Dynastie Stuart, Anne Finch et son mari refusent de prêter serment au protestant Guillaume III d'Orange et quittent leurs fonctions.
En 1690, le couple s'installe dans le domaine de la famille Finch à Eastwell Park, dans le Kent. Dans ce nouvel environnement calme, propice à l'écriture, Anne Finch connait sa période la plus productive. Elle y reçoit des personnalités littéraires influentes telles que Jonathan Swift et Alexander Pope. En 10 ans, elle rassemble un portfolio de 56 poèmes sous le nom de Ardelia. En 1701, elle retourne à Londres dans un climat politique apaisé et commence à publier sous son vrai nom.
Le 4 août 1712, Heneage Finch devient le 5e comte de Winchilsea à la suite de la mort de son neveu Charles Finch, qui n'a pas de descendant. Anne Finch accède ainsi au titre de comtesse de Winchilsea.

## Œuvre

### Parutions

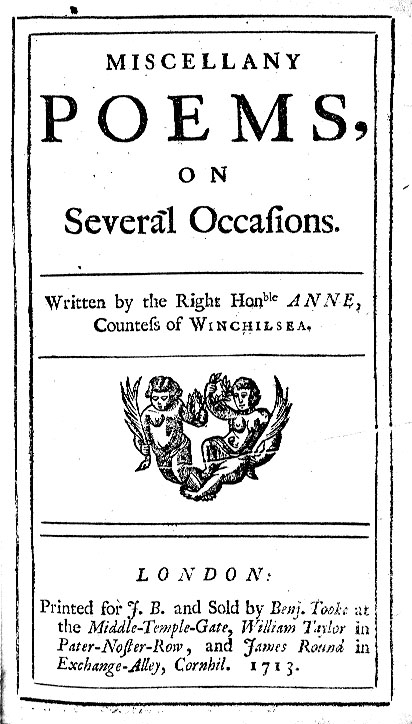
Couverture de Miscellany Poems on Several Occasions, publié en 1713.

De son vivant, un seul recueil des écrits de Anne Finch est publié : Miscellany Poems, on Several Occasions, paru en 1713. C'est davantage après sa mort que son talent est reconnu.
En 1815, William Wordsworth fait ressurgir l’œuvre poétique de Anne Finch, dans un essai de Lyrical Ballads.
En 1903, un recueil important intitulé Les Poèmes d'Anne, comtesse de Winchilsea, est édité par Myra Reynolds. Pendant de nombreuses années, il est considéré comme le recueil définitif de ses écrits. Bien qu'il ne contienne pas toute l'œuvre de Anne Finch, il reste le recueil le plus complet : il comprend tous les poèmes de Miscellany Poems ainsi que des poèmes extraits de manuscrits. Cette parution a beaucoup contribué à faire revivre son œuvre.
En 1910, 53 poèmes retrouvés sont publiés dans le Wellesley Manuscript.
D'après James Winn, Anne Finch serait aussi la librettiste de Venus et Adonis de John Blow, composé vers 1683. Cette hypothèse est confirmée par Bruce Wood dans son édition critique de l'opéra pour la Purcell Society (en). L'œuvre est considérée par certains érudits comme le premier véritable opéra en langue anglaise.

### Style poétique
L'écriture d'Anne Finch est vibrante, lyrique, forte en émotion. Elle aborde l'intime, la nature, la spiritualité, mais aussi la religion, la justice sociale, faisant preuve de réalisme et d'une observation sans concession. Elle est une héritière de la poésie métaphysique. Son œuvre est parfois teintée de souffrance, par exemple dans son poème le plus connu : The Spleen, 1701. The Spleen est une ode pindarique explorant des structures et schémas de rimes complexes et irrégulières.
Elle expérimente différents genres en vers et en prose : fables, satires, méditations religieuses, poèmes. Ses fables, inspirées de Jean de La Fontaine, occupent une place importante de sa production de 1701 à 1713. Elle y dresse une critique sociale de son époque, dans un style satirique. Ce sont cependant davantage ses poèmes qui sont salués et qui ont fait sa notoriété, en particulier après sa mort.

### Réflexion sur les femmes et l'écriture
Anne Finch fait preuve d'une prise de conscience singulière face au climat social et politique de son époque. Demande d'une justice sociale pour les femmes, mise en évidence des difficultés financières ou de reconnaissance rencontrées par les femmes dans la société littéraire et à la cour, ses poèmes révèlent son engagement pour une égalité des sexes sur le plan intellectuel et spirituel.
En 1929, Virginia Woolf, dans Une chambre à soi, essai devenu classique sur les femmes et l'écriture, présente Anne Finch comme l'une des premières poétesses anglaises à exercer librement son art. Elle l'admire et met en évidence le fait que l'écriture, pour les femmes, demande une force d'esprit d'autant plus grande pour s'élever et se délivrer des entraves. Elle exprime son chagrin de voir Anne Finch si peu connue.

## Œuvres choisies

### Écrits de l'auteure
- (en) anonyme, Upon the Death of King James the Second, Londres, 1701
- (en) The Tunbridge Prodigy, Londres, imprimé et vendu par John Morphew, 1706
- (en) The Spleen, A Pindarique Ode, by a Lady, Londres, imprimé et vendu par H. Hills, 1709
- (en) Free-thinkers : A Poem in Dialogue, Londres, 1711
- (en) Anne Comtesse de Winchilsea, Miscellany Poems, on Several Occasions, Londres, imprimé par John Barber et vendu par Benj. Tooke, William Taylor et James Round, 1713 (lire en ligne)

### Rééditions et recueils parus après sa mort
- (en) The Poems of Anne Countess of Winchilsea, édité par Myra Reynolds, Chicago, University of Chicago Press, 1903
- (en) Selected Poems of Anne Finch, Countess of Winchilsea, Hull Que, Orinda, 1906
- (en) Poems, compilés par John Middleton Murray, Londres, Cape, 1928
- (en) Selected Poems, édité par Katharine M. Rogers, New York, Ungar, 1979
- (en) Selected Poems, édités par Denys Thompson, Manchester, Carcanet Press, 1987
- (en) The Wellesley Manuscript Poems of Anne Countess of Winchilsea, édité par Jean M. Ellis D'Alessandro, Florence, Universita degli Studi di Firenze, 1988